# Signal Records
Signal Records war ein US-amerikanisches Jazz-Label, das Mitte bis Ende der 1950er Jahre bestand.
Das kurzlebige Plattenlabel Signal Records wurde 1955 in New York von Don Schlitten, Ira Gitler und anderen gegründet und betrieben. Durch seine sorgfältig vorbereiteten Aufnahmesessions und die Qualität der Alben hinsichtlich des Klangs, Designs und der Liner Notes erwarb es sich große Reputation bei den Kritikern. Jedoch war das Unternehmen von kurzer Dauer und veröffentlichte nur wenige Schallplatten. Der Katalog wurde 1958 an Savoy Records verkauft.
Erste Veröffentlichung war ein 12-Zoll-Album von Gigi Gryce; es folgten noch Aufnahmen von Duke Jordan (Duke Jordan Trio & Quintet, 1955), Cecil Payne/Kenny Dorham, Red Rodney, sowie zwei LPs von 1955 aus Signals Laboratory Series von Hall Overton und Duke Jordan. Das Label veröffentlichte einige Mitspiel-LPs für Musiker; diese Entwicklung wurde dann von Music Minus One erfolgreich kopiert.